# アーロン・ローレンス
アーロン・ローレンス（Aaron Lawrence、1970年8月11日 - ）は、ジャマイカの元サッカー選手。元ジャマイカ代表。ポジションはゴールキーパー。

## 来歴
1997年にジャマイカ代表デビュー。1998 FIFAワールドカップのメンバーにも選ばれ、1試合に出場した。また、CONCACAFゴールドカップにも2回出場した。2004年までに74試合に出場、1得点をあげた。

## 代表歴

### 出場大会
- ジャマイカ代表
  - 1998 FIFAワールドカップ

### 試合数
- 国際Aマッチ 74試合 1得点（1997年-2004年）[1]

| ジャマイカ代表 | 国際Aマッチ | 国際Aマッチ |
| 年             | 出場        | 得点        |
| -------------- | ----------- | ----------- |
| 1997           | 9           | 0           |
| 1998           | 10          | 0           |
| 1999           | 19          | 0           |
| 2000           | 6           | 0           |
| 2001           | 12          | 0           |
| 2002           | 8           | 1           |
| 2003           | 6           | 0           |
| 2004           | 4           | 0           |
| 通算           | 74          | 1           |